# Nathalie Emmanuel
Pour les articles homonymes, voir Emmanuel.
Nathalie Emmanuel, née le 2 mars 1989 à Southend-on-Sea, dans le comté d’Essex, est une actrice britannique.

## Biographie
Nathalie Joanne Emmanuel est issue d’une mère d’origine dominiquaise et d’un père d'origine saint-lucien et britannique. Elle a participé à plusieurs films, dont certains de la saga Fast and Furious, et a reçu plusieurs nominations.

### Jeunesse
Nathalie Emmanuel est née le 2 mars 1989 à Southend-on-Sea, une ville de l'Essex, en Angleterre. Sa mère est dominiquaise, et son père est à moitié de Sainte-Lucie et à moitié anglais. Elle a une sœur aînée,. Nathalie Emmanuel a rappelé que sa mère avait d'abord remarqué sa passion et son désir de devenir actrice pendant qu'elle fréquentait les écoles privées de St Hilda's School, qui a fermé en 2014, et plus tard la Westcliff High School for Girls,. Dans une interview avec le New York Daily News, elle a commenté : « Quand j'avais 3 ans, [j'avais] toujours causé du drame, alors ma mère a décidé que je devais peut-être canaliser cela correctement – elle m'a donc inscrite à des cours d'art dramatique, de chant et de danse ». À l'âge de 10 ans, elle a joué le rôle de la jeune Nala dans la production du Roi Lion au West End.

### Carrière
En 2006, elle fait ses débuts à la télévision en jouant le rôle de Sasha Valentine dans le soap opera Hollyoaks. Emmanuel apparaît dans la série jusqu'en 2010, les intrigues de son personnage incluant la prostitution et l'addiction à l'héroïne,,.
En janvier 2012, Emmanuel présente Websex: What's the Harm? sur BBC Three, une enquête sur les habitudes sexuelles en ligne des jeunes Britanniques de 16 à 24 ans. Plus tard la même année, elle fait ses débuts au cinéma dans le thriller Twenty8k,.
L'année suivante, elle est choisie pour incarner Missandei, l'interprète de Daenerys Targaryen, dans la série dramatique fantastique de HBO Game of Thrones. Lors d'une interview avec Jimmy Kimmel, elle confirme avoir appris qu'elle avait obtenu ce rôle alors qu'elle travaillait comme vendeuse dans un magasin de vêtements. En 2015, Emmanuel devient un membre régulier de la série. Missandei est le seul personnage féminin de couleur majeur dans la série, et sa mort, survenue alors qu'elle était enchaînée, a été impopulaire parmi les fans, qui l'ont qualifiée d'exemple de fridging et l'ont associée à une image d'esclavage,. Emmanuel a ensuite confié à The Guardian :
« La réaction à la mort de Missandei a été si importante parce qu'elle était la seule. Beaucoup de personnes qui se sentaient marginalisées ou désenchantées s'étaient connectées à elle, ou se sentaient représentées par elle, en particulier les femmes de couleur. Quand elle est morte – et de la manière dont cela s'est passé – cela a été très douloureux pour les gens car ils se sont dit : "Attendez, non ! C'est comme ça qu'ils vont traiter la seule femme de couleur ?" »
En 2015 également, elle incarne Ramsey, une hackeuse informatique, dans le film d'action Furious 7, et Harriet dans le film d'aventure de science-fiction Le Labyrinthe : La Terre brûlée,.
Emmanuel reprend son rôle de Ramsey dans les films Fast and Furious 8 (2017), Fast and Furious 9 (2021) et Fast and Furious 10 (2023).

## Filmographie

### Cinéma
- 2012 : Twenty8k de David Kew et Neil Thompson : Carla
- 2015 : Fast and Furious 7 (Furious 7) de James Wan : Megan Ramsey
- 2015 : Le Labyrinthe : La Terre brûlée (Maze Runner: The Scorch Trials) de Wes Ball : Harriet
- 2017 : Fast and Furious 8 (The Fate of the Furious) de F. Gary Gray : Megan Ramsey
- 2018 : Le Labyrinthe : Le Remède mortel (Maze Runner: The Death Cure) de Wes Ball : Harriet
- 2018 : Titan (The Titan) de Lennart Ruff : W. D. Tally Rutherford
- 2021 : Fast and Furious 9 de Justin Lin : Megan Ramsey
- 2021 : Army of Thieves de Matthias Schweighöfer : Gwendoline
- 2022 : Le Bal de l'Enfer (The Invitation) de Jessica M. Thompson : Evie
- 2023 : Fast and Furious 10 (Fast X) de Louis Leterrier : Megan Ramsey
- 2024 : Megalopolis de Francis Ford Coppola : Julia Cicero
- 2024 : The Killer de John Woo : Zee
- 2024 : Arthur the King de Simon Cellan Jones : Olivia
- prochainement : Fast and Furious 11 de Louis Leterrier : Megan Ramsey

### Télévision
- 2007-2010 : Hollyoaks : Sasha Valentine (191 épisodes)
- 2008 : Hollyoaks Later : Sasha Valentine
- 2009 : Hollyoaks: The Morning After the Night Before : Sasha Valentine
- 2011 : Casualty : Cheryl Hallows
- 2011 : Misfits : Charlie
- 2013 - 2019 : Game of Thrones : Missandei (38 épisodes)
- 2019 : Dark Crystal : Le Temps de la résistance : Deet
- 2019 :  Quatre mariages et un enterrement (en) (Four Weddings and a Funeral) : Maya
- 2020 : Die Hart (en) : Jordan King

### Clip vidéo
2025 : Apparition dans le clip d'Ed Sheeran "A Little More"

## Distinctions

### Récompenses
- Screen Nation Film and Television Awards 2016 : meilleure actrice pour Fast and Furious 7

### Nominations
- Screen Actors Guild Awards 2014 : Meilleure distribution dans une série télévisée dramatique pour Game of Thrones
- Screen Actors Guild Awards 2015 : Meilleure distribution dans une série télévisée dramatique pour Game of Thrones
- Screen Actors Guild Awards 2016 : Meilleure distribution dans une série télévisée dramatique pour Game of Thrones
- Screen Actors Guild Awards 2017 : Meilleure distribution dans une série télévisée dramatique pour Game of Thrones
- Gold Derby Awards 2019 : meilleure distribution dans une série télévisée dramatique pour Game of Thrones
- Screen Actors Guild Awards 2018 : Meilleure distribution dans une série télévisée dramatique pour Game of Thrones
- Screen Actors Guild Awards 2020 : Meilleure distribution dans une série télévisée dramatique pour Game of Thrones
- The Richard Harris International Film Festival 2019 : meilleure actrice pour Sorceress

## Voix francophones
En version française, Nathalie Emmanuel est doublée de 2013 à 2019 par Audrey Sablé dans Game of Thrones, la trilogie Le Labyrinthe et Titan.
Depuis 2015, Victoria Grosbois la double dans la franchise Fast and Furious, Army of Thieves et Le Bal de l'Enfer.
En parallèle, elle est doublée par Aurélie Konaté dans la mini-série Quatre mariages et un enterrement (en) et Die Hart (en), Karine Foviau dans Dark Crystal et Audrey D'Hulstère dans Arthur the King.
Au Québec, elle est doublée par Aurélie Morgane dans la franchise Rapides et dangereux et L'Invitation.